# Paulien Couckuyt
Paulien Couckuyt (19 maggio 1997) è un'ostacolista belga.

## Biografia
Attiva a livello nazionale sin da quando ha 15 anni, Couckuyt esordisce a livello internazionale nel 2019. In quell'anno ha preso parte ai Mondiali in Qatar e vinto la medaglia d'oro agli Europei under 23 in Svezia.

## Palmarès
| Anno | Manifestazione  | Sede     | Evento   | Risultato  | Prestazione | Note                                     |
| ---- | --------------- | -------- | -------- | ---------- | ----------- | ---------------------------------------- |
| 2019 | World Relays    | Yokohama | 4×400 m  | 10ª        | 3'31"71     |                                          |
| 2019 | Europei U23     | Gävle    | 400 m hs | Oro        | 56"17       |                                          |
| 2019 | Mondiali        | Doha     | 400 m hs | Batteria   | 57"15       |                                          |
| 2019 | Mondiali        | Doha     | 4×400 m  | 5ª         | 3'27"15     |                                          |
| 2021 | Giochi olimpici | Tokyo    | 400 m hs | Semifinale | 54"47       |                                          |
| 2021 | Giochi olimpici | Tokyo    | 4×400 m  | 7ª         | 3'23"96     | Record nazionale                         |
| 2022 | Mondiali        | Eugene   | 400 m hs | Semifinale | 55"42       |                                          |
| 2022 | Mondiali        | Eugene   | 4×400 m  | 6ª         | 3'26"29     | Miglior prestazione personale stagionale |
| 2022 | Europei         | Monaco   | 400 m hs | Semifinale | 56"14       |                                          |
| 2024 | Europei         | Roma     | 400 m hs | Semifinale | 55"24       |                                          |
| 2024 | Giochi olimpici | Parigi   | 400 m hs | Semifinale | 54"64       | Miglior prestazione personale stagionale |